# Altbayern

Altbayern in rot

Altbayern umfasst die Landesteile des Freistaates Bayern, die in der kulturellen Tradition des mittelalterlichen Stamms der Bajuwaren stehen. Dies sind Oberbayern, Niederbayern und die Oberpfalz sowie einige kleinere angrenzende Regionen. Gleichzeitig ist der Begriff die Bezeichnung für die Bewohner dieses Gebietes. Altbayern umfasst damit die Gegenden des Freistaats, in denen die bairischen Dialekte beheimatet sind.

## Abgrenzung
Altbayern umfasst die drei bayerischen Regierungsbezirke Oberbayern, Niederbayern und Oberpfalz sowie einige kleinere angrenzende Regionen.
Die heutigen Verwaltungsgrenzen geben den Umfang Altbayerns nur ungefähr wieder. Da der Begriff auf die sprachliche und kulturelle Unterscheidung zu den Stämmen der Franken und Schwaben abzielt, können auch kleinere Gebietsteile in den Regierungsbezirken Schwaben, Oberfranken und Mittelfranken mit einer gewissen Berechtigung zu Altbayern hinzugerechnet werden. So ist zum Beispiel der Alpenraum des Regierungsbezirks Schwaben stark von bairischer Kultur geprägt. Einige heute zum Regierungsbezirk Schwaben gehörigen Landkreise und einzelne Gemeinden östlich des Lech gehörten vor der Gebietsreform in Bayern 1972 zu Oberbayern oder zum damals noch politisch schwäbischen, aber bairisch sprechenden Landkreis Neuburg an der Donau und sprechen bairischen Dialekt (Landkreis Aichach-Friedberg („Wittelsbacher  Land“), Teile der Landkreise Donau-Ries und Augsburg); sie bezeichnen sich noch heute umgangssprachlich als „Zwangsschwaben“ oder „Mussschwaben“, weil sie verwaltungspolitisch größtenteils gegen den Willen der Bevölkerung an Schwaben angegliedert wurden.  Auch einige Ortsteile der Stadt Augsburg (Lechhausen und Hochzoll), rechts des Lechs, zählen sich heute noch zu Altbayern, da sie bis 31. Dezember 1912 zum oberbayerischen Bezirksamt Friedberg gehörten. 
Nördlich von Augsburg bildet der Lech eine markante Sprach- bzw. Dialektübergangsgrenze, während der Sprachübergang südlich von Augsburg weitaus fließender ist. In den oberbayerischen Landkreisen Weilheim-Schongau und Landsberg am Lech spricht man einen bairischen Dialekt mit starken schwäbischen Einschlägen (Lechrainerisch).
In Oberfranken gehört der Raum um Wunsiedel und Marktredwitz („Sechsämterland“) zu Altbayern. Hier wird ein nordbairischer bzw. oberpfälzischer Dialekt gesprochen, womit dieser Raum ebenfalls durch bairische Sprache und Kultur geprägt ist. Die in diesem Raum ebenfalls lebenden Slaven wurden bereits im Hochmittelalter vollständig assimiliert (Bavaria Slavica). Ein typischer Namensbestandteil slawischen Ursprungs ist zum Beispiel die Endung „-itz“.

## Geschichte

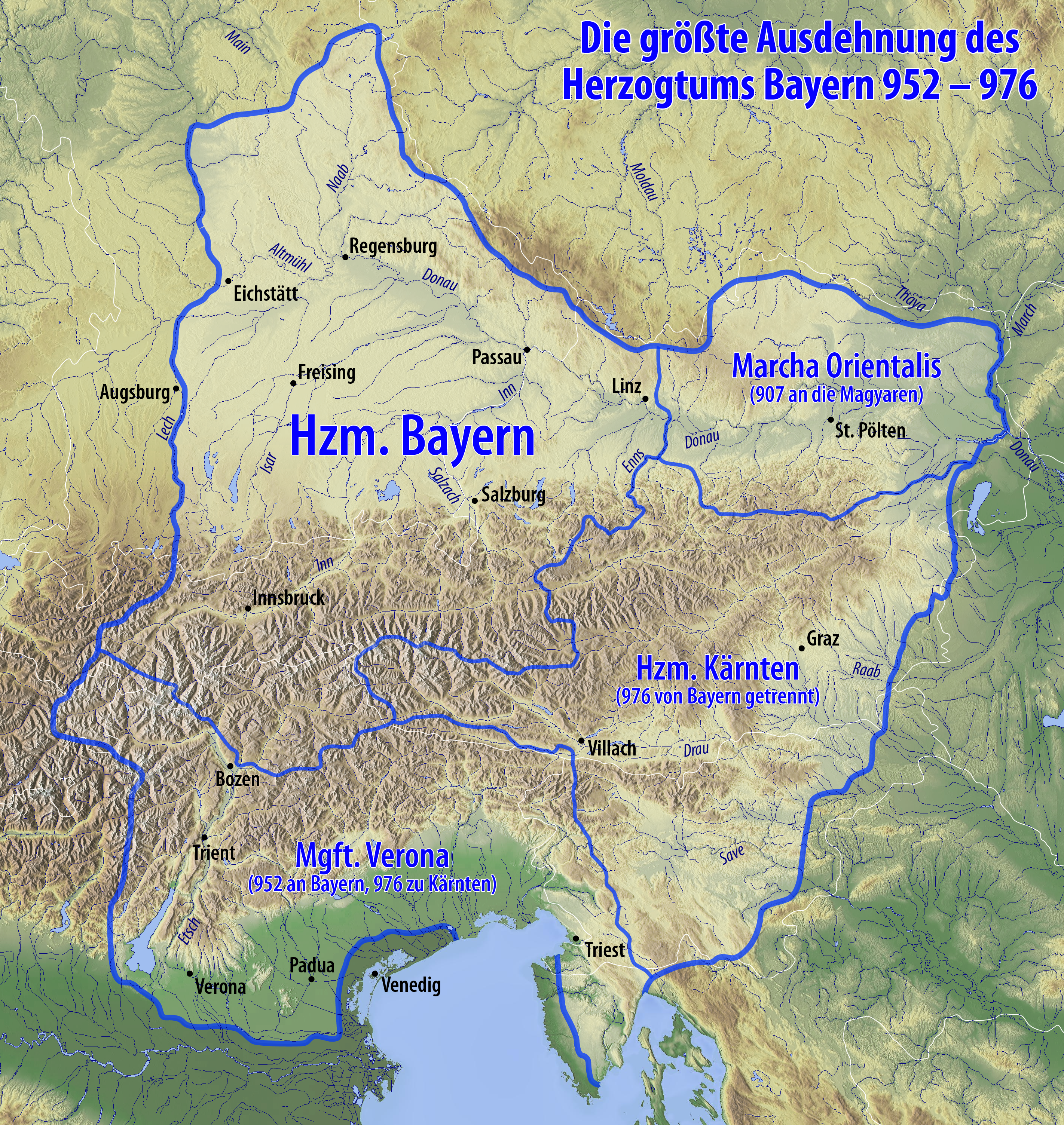
Die größte Ausdehnung des Herzogtums Baiern

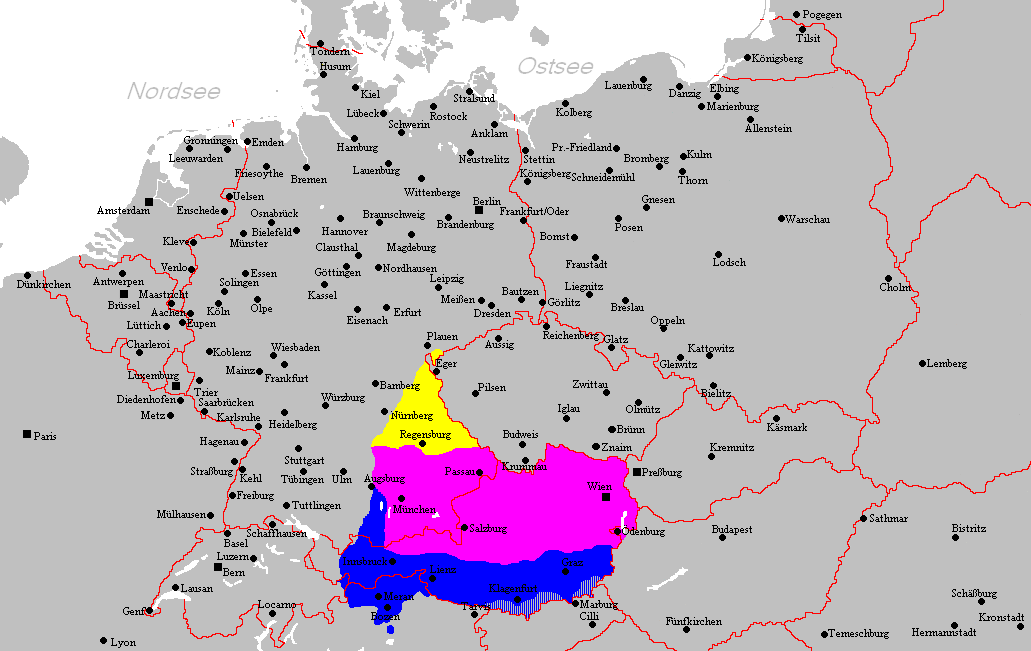
Der bairische Sprachraum

Im Laufe der bayerischen Geschichte kam es zunehmend zu einem Auseinanderklaffen des bayerischen Staatsgebietes und des bairischen Kulturraumes.
Das Gebiet des älteren bairischen Stammesherzogtums und in dessen Anfangsjahren auch das Gebiet des jüngeren bairischen Stammesherzogtums deckten sich weitgehend mit dem damaligen bairischen Kulturraum. Mit der Ablösung von Marcha Orientalis und Kärnten verlor das Herzogtum Baiern erste Teile des bairischen Kulturraumes. Bis 1815 gab es immer wieder Veränderungen der Staatszugehörigkeit von Gebieten des bairischen Kulturraumes zwischen Bayern und anderen Staaten. Auf der anderen Seite kamen zum bayerischen Staat zunehmend Gebiete, die nicht zum bairischen Kulturraum gehörten. 1777 wurden die Pfalz und Baiern vereint. Die weiteren Gebiete, die vor allem nach 1801 zum Staat Bayern hinzugekommen sind und nicht zu Altbayern zählen, sind Franken mit den Regierungsbezirken Mittel-, Unter- und Oberfranken und Schwaben. Zu letzten Gebietsänderungen kam es nach dem Zweiten Weltkrieg, als Bayern die Pfalz an das neu gebildete Land Rheinland-Pfalz und mehrere nach dem Münchner Abkommen dem Deutschen Reich zugeschlagene Landkreise der Tschechoslowakei wieder zurück an diese verlor. 
Durch diese Entwicklung bestand ab der Zeit des Königreichs Bayern der Bedarf nach einer Unterscheidung des bayerischen Staatsgebietes in kultureller und sprachlicher Hinsicht. Für die Teile des Staats, die auch zum bairischen Kulturraum zählten, bildete sich die Bezeichnung Altbayern heraus. Franken und Bayerische Schwaben sind heute „Bayern“ (mit „y“, also Bürger des Freistaates Bayern), sie sind aber keine „Baiern“ (mit „i“, gehören also nicht zum Stamm der Baiern) und auch keine Bewohner „Altbayerns“. In Altbayern wird Bairisch gesprochen, in Franken Ostfränkisch und im Regierungsbezirk Schwaben ein schwäbischer Dialekt.
Im Fernsehprogramm des Bayerischen Rundfunks existiert die regelmäßige Sendung Aus Schwaben & Altbayern, ein Magazin für den gesamten Süden des Freistaats, das aktuelle, kulturelle und politische Themen aufgreift. Das Gegenstück dazu für den fränkischen Teil Bayerns ist die Frankenschau. Die Programme werden, regional getrennt, gleichzeitig ausgestrahlt.

## Konfessionen
Altbayern ist eine der Regionen Deutschlands mit einem verhältnismäßig hohen Katholikenanteil. Das Land ist kirchlich der Erzdiözese München und Freising, den Diözesen Passau und Regensburg sowie zu einem kleinen Teil auch Eichstätt und Augsburg unterstellt. Im Gegensatz zum fränkischen Teil fand hier bis zum Zweiten Weltkrieg keine verstärkte Vermischung der Konfessionen statt. In der Folge des Zweiten Weltkrieges zogen jedoch zunehmend auch evangelische Bürger, zumeist Heimatvertriebene, in die vormals mehrheitlich katholischen Gebiete.